# Imbleville
Imbleville is een gemeente in het Franse departement Seine-Maritime (regio Normandië) en telt 276 inwoners (1999). De plaats maakt deel uit van het arrondissement Dieppe.

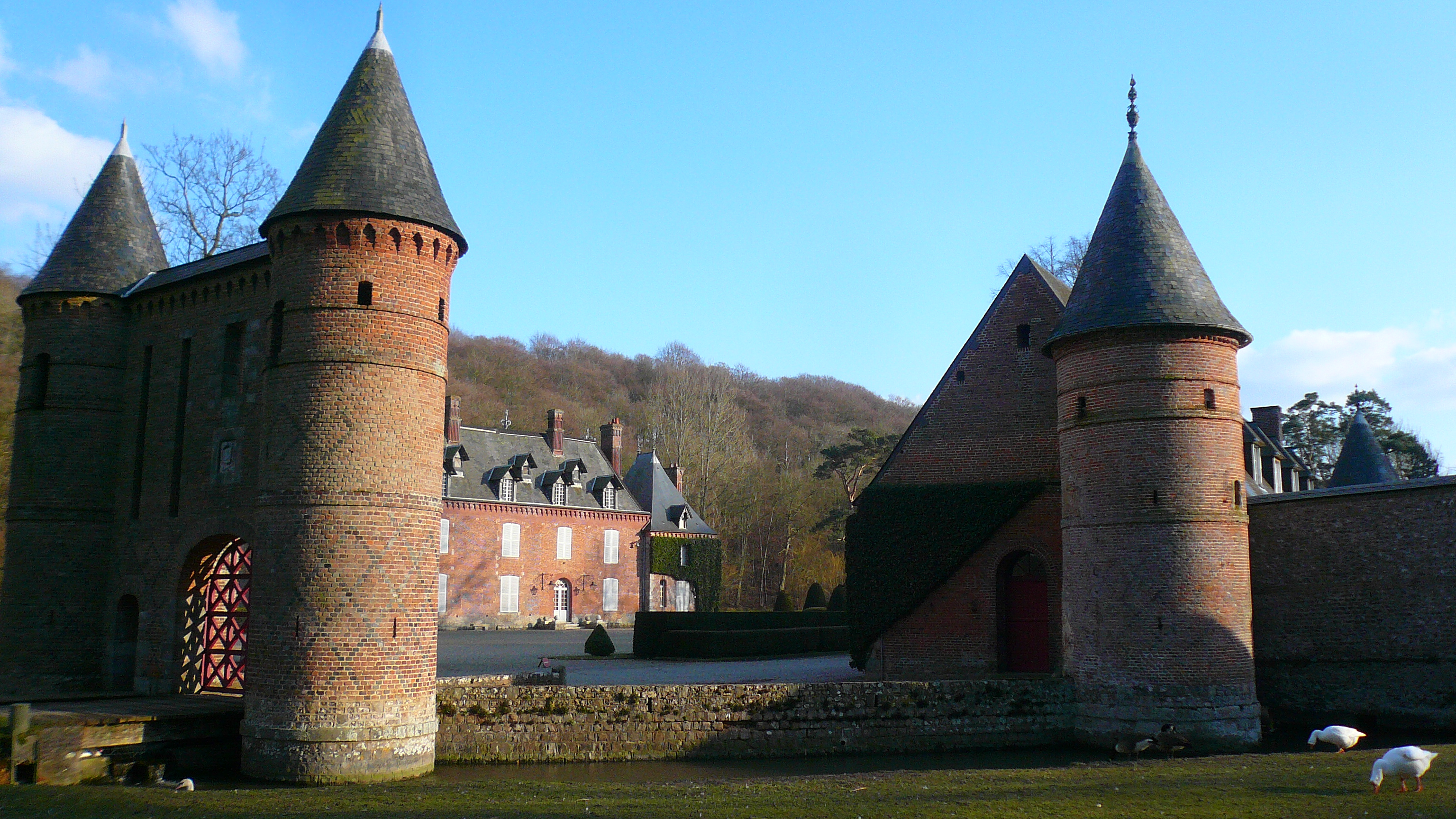
Kasteel van Imbleville

## Geografie
De oppervlakte van Imbleville bedraagt 5,2 km², de bevolkingsdichtheid is 53,1 inwoners per km².
De onderstaande kaart toont de ligging van Imbleville met de belangrijkste infrastructuur en aangrenzende gemeenten.

## Demografie
Onderstaande figuur toont het verloop van het inwonertal (bron: INSEE-tellingen).